# Амфізма
Амфізма, або «лісовий вуж» (Amphiesma) — рід змій з підродини вужеві (Natricinae) родини полозові (Colubridae).

## Таксономія
Розрізняють 42 види.

## Опис
Загальна довжина представників цього роду - 50-100 см. 
Тулуб злегка сплощений. Шийне перехоплення виражено несильно. Зіниця округла. 
Забарвлення дуже різноманітне: від червоно-коричневого до чорного й зеленого. Черево — світлих кольорів.
Фолідоз. Луска кілевата, утворює навколо тіла 17-21 рядків. 
Підхвостові щитки утворюють 2 рядки. 
Верхньощелепних зубів 20-30, задні зуби довші передніх. Нижньощелепні зуби рівної довжини.

## Спосіб життя
Полюбляють вологі лісові місцини, узбережжя річок, озер. Харчуються хробаками і амфібіями. 
Це яйцекладні змії. Самиця відкладає 2-12 яєць розміром 20х8 мм. 

## Розповсюдження
Мешкають у східній, південно-східній та південній Азії.

## Види

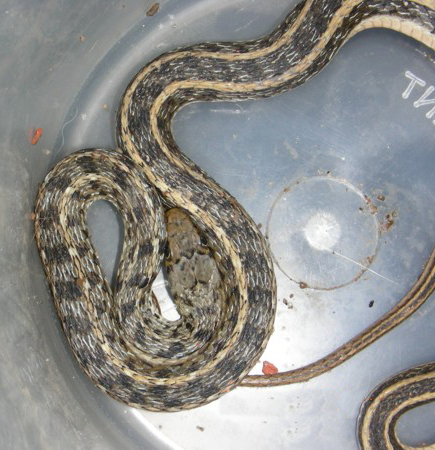
Амфізма смугаста

- Amphiesma andreae
- Amphiesma arquus
- Amphiesma atemporale — Амфізма тонкінська
- Amphiesma beddomei
- Amphiesma bitaeniatum
- Amphiesma boulengeri — Амфізма Буленджера
- Amphiesma celebicum
- Amphiesma concelarum
- Amphiesma craspedogaster
- Amphiesma deschauenseei
- Amphiesma flavifrons
- Amphiesma frenatum
- Amphiesma groundwateri
- Amphiesma inas
- Amphiesma ishigakiense
- Amphiesma johannis
- Amphiesma kerinciense
- Amphiesma khasiense
- Amphiesma leucomystax
- Amphiesma metusia
- Amphiesma miyajimae
- Amphiesma modestum
- Amphiesma monticola
- Amphiesma nicobariense
- Amphiesma octolineatum
- Amphiesma optatum
- Amphiesma parallelum
- Amphiesma pealii
- Amphiesma petersii
- Amphiesma platyceps
- Amphiesma popei
- Amphiesma pryeri
- Amphiesma sanguineum
- Amphiesma sarasinorum
- Amphiesma sarawacense
- Amphiesma sauteri
- Amphiesma sieboldii
- Amphiesma stolatum — Амфізма смугаста
- Amphiesma venningi
- Amphiesma vibakari — Амфізма японська
- Amphiesma viperinum
- Amphiesma xenura